# Chiesa di San Vittore (Terno d'Isola)
La chiesa prepositurale di San Vittore Martire è la parrocchiale di Terno d'Isola, in provincia e diocesi di Bergamo; fa parte del vicariato di Capriate-Chignolo-Terno.

## Storia
La prima citazione della pieve di Terno d'Isola, costruita lì dove antecedentemente sorgeva un tempio pagano, risale al 774; questa pieve esercitava la sua influenza su tutte le altre chiese dell'isola bergamasca.
In un documento del 1260 si legge che la pieve ternese aveva come filiali le chiese di San Nazario di Suisio, San Giorgio di Solza, San Protasio di Medolago, San Pietro di Chignolo, San Fedele di Calusco, San Giuliano di Calusco, Santa Maria di Carvico, San Michele di Mapello, San Sisinno di Prezzate, Sant'Andrea Apostolo di Suisio, San Viatore di Bottanuco, San Michele de Virgis, Santa Giulia de Lesina, San Giorgio di Bonate Inferiore, Sant'Emiliano di Bonate Superiore, San Lorenzo di Bonate Superiore, San Biagio di Bonate Superiore, Santa Maria di Bonate Superiore, San Michele di Mazatica, Santa Maria di Donasina e il monastero di San Vincenzo di Limania.
Un ulteriore elenco delle chiese sottoposte alla pieve di Terno si trova nella nota ecclesiarum fatta redigere da Bernabò Visconti nel 1360.
Nel luglio 1536 il vescovo di Bergamo, Pietro Lippomano, concesse una speciale indulgenza di 40 giorni a tutti coloro che, pentiti e confessati, avessero partecipato con opere o offerte ai lavori di realizzazione di una nuova chiesa, essendo ormai quella antica in procinto di rovinare.
La prima pietra della nuova parrocchiale fu posta nel 1537; il nuovo edificio risultava completato già nel 1539.
Nel 1568 la pieve foraniale venne trasformata in vicariato foraneo e il 4 giugno del 1573 la chiesa fu consacrata dal vescovo di Bergamo Federico Corner.
Dalla relazione della visita apostolica del 1575 dell'arcivescovo di Milano san Carlo Borromeo s'apprende che nella chiesa avevano sede il consorzio di Santa Caterina e la scuola del Santissimo Sacramento. In quell'anno i parrocchiani ammontavano a 180, aumentati a 330 nel 1659, anno della visita pastorale del vescovo Gregorio Barbarigo, il quale annotò che, in quel periodo, nella chiesa avevano sede le scuole del Santissimo Sacramento, del Rosario e della Dottrina Cristiana.
Nel 1781 il vescovo Giovanni Paolo Dolfin, compiendo la sua visita la pieve, trovò che in essa erano istituite le scuole del Santissimo Sacramento, del Rosario e di Santa Caterina e che aveva come filiali le chiesette di San Rocco e di San Donato.
Nel 1900 l'edificio fu ampliato allungando di una navata ed innalzando il coro poligonale, disegnato da Antonio Piccinelli.
Il 28 giugno 1971 il vicariato di Terno, che comprendeva, oltre alla parrocchia ternese, anche quelle di Calusco, Carvico, Medolago, Solza, Sotto il Monte e Suisio, venne soppresso e la chiesa fu aggregata alla neo-costituita zona pastorale VII, per poi entrare a far parte il 27 maggio 1979 del vicariato di Capriate-Chignolo-Terno.
La facciata subì un restauro tra il 1980 ed il 1981.

## Descrizione

### Esterno
La chiesa, preceduta da un piccolo sagrato definito da paracarri, presenta il fronte principale in cotto a vista con parti in pietra sagomata. Si sviluppa su tre sezioni divise da lesene complete di basamento in pietra. La sezione centrale ospita il portale con intradosso modanato a sesto acuto in stile neogotico, con superiore la lunetta dove è dipinto Cristo Redentore con angeli di ignoto. Questa sezione ospita nella parte superiore un grande mosaico raffigurante il santo titolare a cavallo. Le lesene centrali ospitano nella parte centrale uno sfondato con coppie di colonnine in pietra artificiale con basamento e capitelli. Tra le colonne vi sono due aperture centinate atte a illuminare l'aula. La parte superiore della facciata, nella due sezioni laterali presenta due medaglioni raffigurati san Donato a sinistra e san Giovanni Bosco a destra. Il fronte termina con la parte centrale a cuspide mentre le due laterali sono orizzontali, coronate nella parte laterale da piccole edicole.

### Interno
L'interno a navata unica si divide in sei campate da lesene in muratura con capitelli d'ordine ionico che si collegano alle grandi arcate a ogiva. La copertura lignea del tetto a due falde è decorata. Due cappelle sono presenti nella seconda campata dedicate a san Donato con l'altare arricchito dalla tela attribuita a Jacopino Scipioni a sinistra, e a destra la cappella di San Vittore. Nella terza campata le cappelle dedicate a sinistra ai santi Eurosia, Luigi e Lucia, mentre a destra al Battesimo di Gesù. Il battistero a pianta ottagonale, è presente a sinistra della quarta campata. La quinta ospita a sinistra l'altare della Madonna del Suffragio e a destra della Madonna di Loreto. L'ultima campata che precede la zona presbiteriale, ospita a sinistra l'altare dei santi Spiridione e Francesco, mentre a destra la Madonna del Rosario con la pala d'altare di Carlo Ceresa raffigurante i misteri del rosario e e i santi Domenico di Guzman e Carlo Borromeo a fianco la cappella dedicata alla Pietà più piccola. L'artista ha realizzato per la chiesa anche la Natività di Maria e il Battesimo di Gesù e l'Annunciazione sull'arco trionfale, mentre il dipinto con la Crocifissione con Maria Maddalena è conservato nei locali della sagrestia.
La zona del presbiterio è anticipata dall'arco trionfale e rialzata da quattro gradini in marmo. L'altare comunitario creato nella seconda metà del Novecento, è posto nella zona rettangolare. Il presbiterio prosegue poi a pianta ottagonale dove è presente l'altare maggiore. La pala d'altare opera di Enea Salmeggia raffigura: Vergine in gloria e santi patroni di Bergamo. Della pala si conserva lo studio.
La controfacciata ospita le tele di Francesco Polazzo: Transito di San Giuseppe, e Incontro di san Carlo con Filippo Neri.